# Aema buin 9
Aema buin 9 (en coreano: 애마부인 9) es una película de drama romántico erótico surcoreana de 1993 dirigida por Kim Sung-su. Es la novena película de la serie Aema buin, la serie de películas de mayor duración en el cine coreano.

## Sinopsis
Aema es un ama de casa aburrida casada con un exitoso hombre de negocios adicto al trabajo. Comienza una aventura con Jean, un socio comercial de su marido. Su esposo sospecha y comienza a atormentar a Aema, sin revelar que lo sabe, para proteger un trato comercial. Aema deja a su esposo, pero la convencen de regresar después de escuchar el consejo de un amigo.

## Reparto
- Jin Ju-hui como Aema[1]
- Park Gyeol como Jean
- No Hyeon-u como Hyeon-woo
- Gang Seon-yeong como kang-hee
- Yun Bo Ra como Secretaria
- Seo Ji-eun como Modelo
- Hong Chung Gil como Gerente